# 馮笏
馮笏（1540年—？），字正伯，號玄涧，直隸蘇州府吳縣匠籍，長洲縣人，明朝政治人物。

## 生平
隆慶元年（1567年）丁卯科應天鄉試第一百八名舉人，五年（1571年）中式辛未科會試第三百六十七名，三甲第一百一十名進士。工部觀政，授海陽縣知縣，行取兵部主事，萬曆十一年（1583年）降为曹州同知，升处州府通判，十三年升汀州府同知，十六年升南京兵部郎中，十七年养病，十九年补南京刑部郎中，升撫州知府，告病。

## 家族
曾祖馮禎；祖父馮珵；父馮淮，封工部主事 加封中憲大夫、知府。母陸氏（封安人 加封恭人）。永感下。兄冯符，官撫州知府。